# Свети Дух (Винковци)
„Свети Дух“ (на сръбски: Храм Силаска Светог духа или Hram Silaska Svetog duha) е храм на Сръбската православна църква във Винковци, Хърватия.

## История
Църквата е изградена през 1793 г. Разрушена е през 1991 г. и е възстановена през 2012 г.